# Bastian Mrochen
Bastian Mrochen (* 21. März 2002) ist ein deutscher Leichtathlet.

## Leben
Bei den U20-Europameisterschaften 2021 wurde Mrochen dritter im 5000-Meter-Lauf. Bei den Crosslauf-Europameisterschaften desselben Jahres belegte er den 34. Platz.
2025 wurde er Deutscher Vizemeister im Halbmarathon.